# ایسه ساداچیکا
ایسه ساداچیکا ((به ژاپنی: 伊勢貞親); ۱۸ فوریهٔ ۱۴۷۳ – ۱۸ فوریهٔ ۱۴۷۳) یک سامورایی و ماندوکورو از خاندان ایسه در دوره موروماچی اهل ژاپن بود. وی در زمان شوگون هشتم آشیکاگا یوشیماسا زندگی می‌کرد.